# 우사마 하다디
우사마 하다디(아랍어: أُسَامَة الْحَدَّادِيّ, 프랑스어: Ousama Haddadi, 1992년 1월 28일 ~ )는 튀니지의 프로 축구 선수로 독일 2. 분데스리가 클럽 그로이터 퓌르트와 튀니지 국가대표팀에서 수비수로 활약하고 있다.

## 구단 경력
2017년 1월 30일, 하다디는 리그 1의 디종에 입단하여 2+1⁄2년 계약을 체결하였다.
2019년 5월 29일, 이티파크는 2019-20 시즌에 디종에서 4년 계약을 맺었다고 발표했다.
2020년 1월 21일, 이티파크는 하다디를 카슴파샤로 1년 6개월 임대한다고 발표했다.
2022년 6월 14일, 그로이터 퓌르트와 2년 계약을 맺었다.

## 국가대표팀 경력
2015년 3월 27일, 하다디는 일본을 상대로 튀니지 국가대표팀으로 데뷔했다. 2018년 5월, 그는 러시아에서 열린 2018년 FIFA 월드컵을 위한 튀니지의 23명의 선수단에 이름을 올렸다. 그는 최종 23명으로 선발되었다.